# Holki

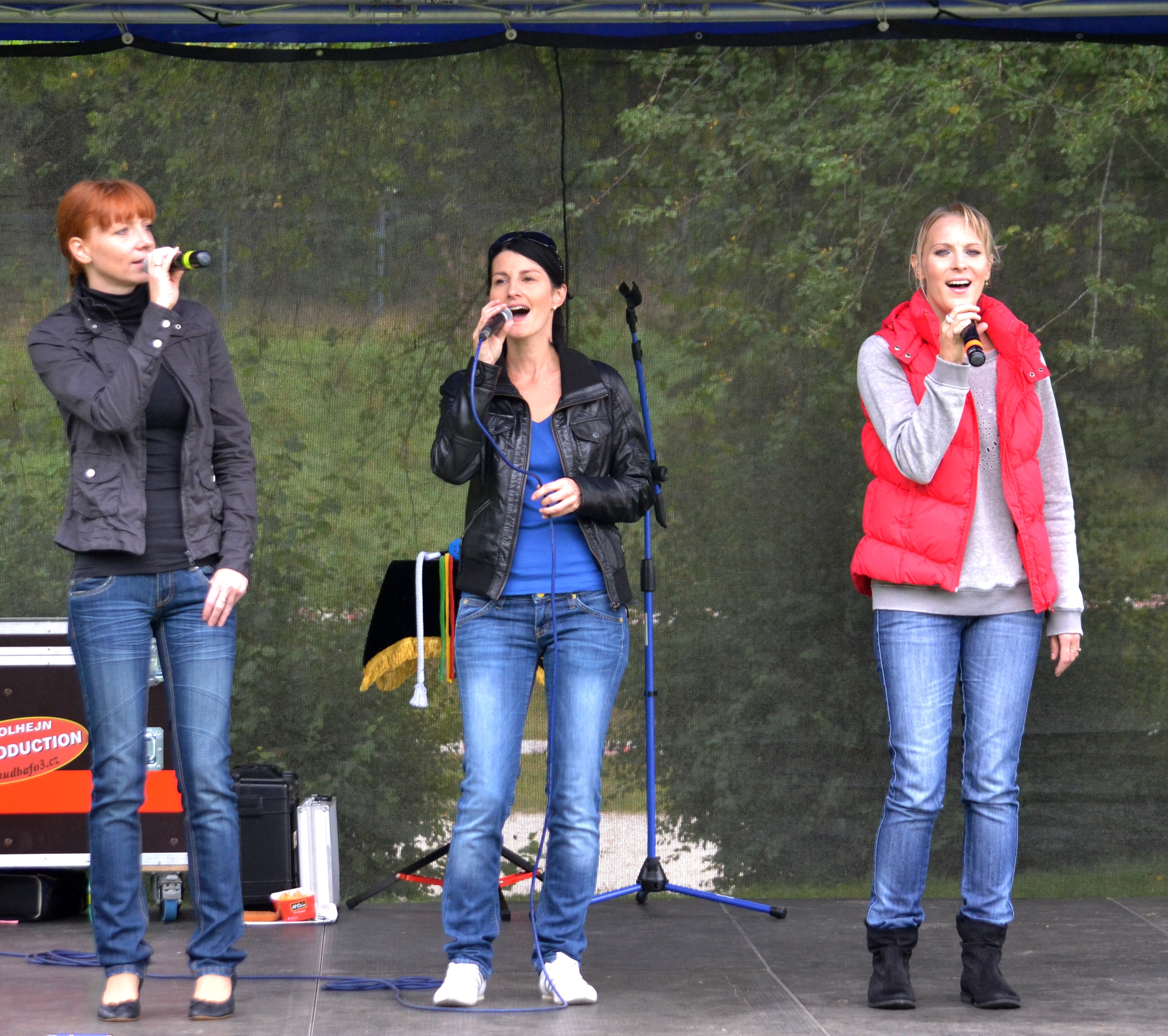
HOLKI v sestavě roku 2014 – zleva Radana Labajová, Nikola Šobichová a Kateřina Brzobohatá při vystoupení v Praze 6

Holki je česká hudební skupina, založená v roce 1999 konkurzem uspořádaným Peterem Fiderem. Skupina vystupovala od roku 1999 do roku 2003. V roce 2003 Holki ukončily smlouvu se společností EMI, Nikola Šobichová se rozhodla nepokračovat a do konce roku pokračovala skupina jen ve třech členkách.
V roce 2008 se však skupina vrací na hudební scénu. Od té doby jezdí po městech dělat koncerty. Vystupují pouze ve třech, bez Kláry Kolomazníkové, která se rozhodla, že se už k projektu Holki nechce vracet, protože ji dostatečně zaměstnává její vlastní kariéra.[zdroj?]

## Členky

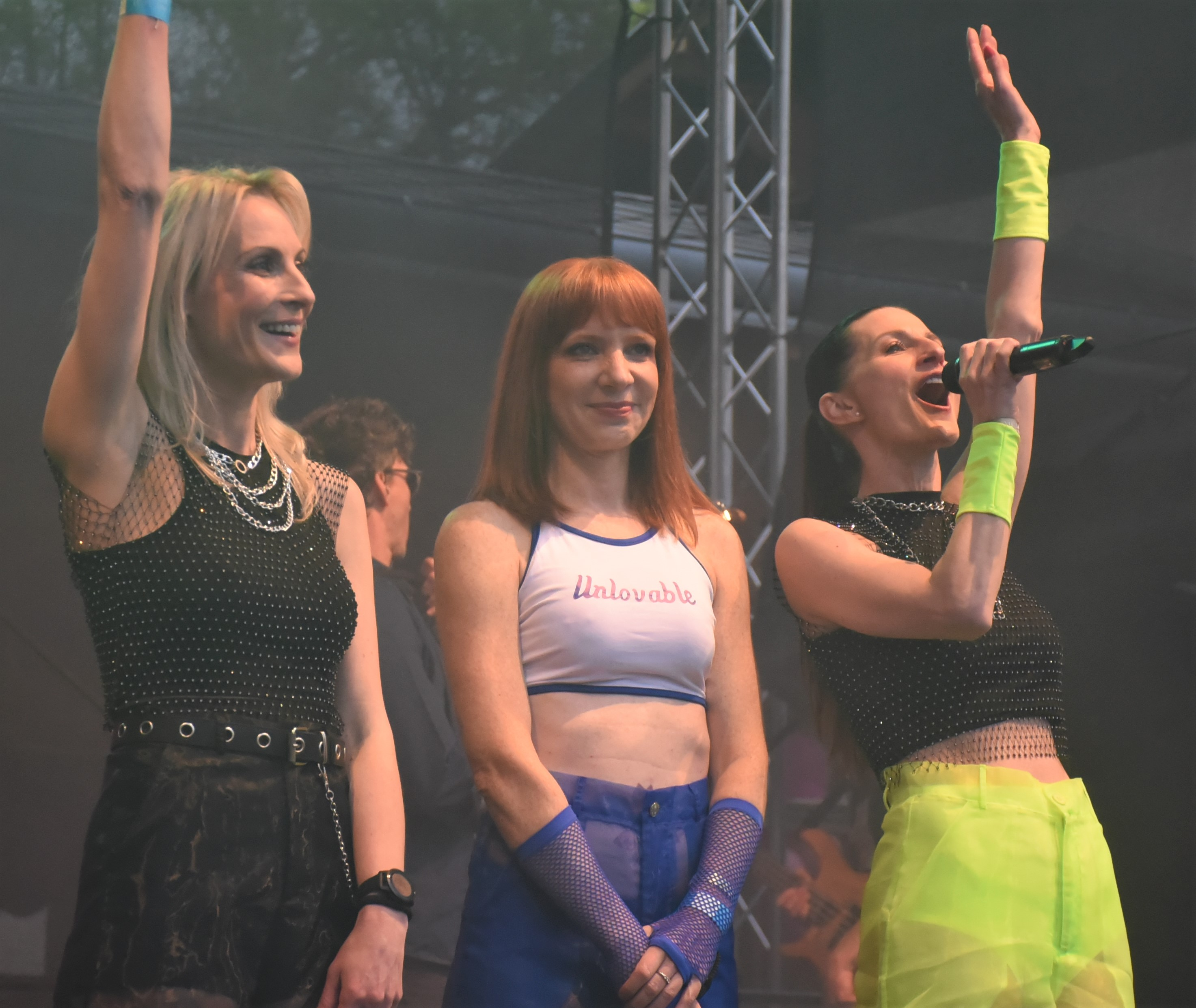
Holki v roce 2023 při vystoupení v Praze

- Radana Labajová
- Kateřina Brzobohatá
- Nikola Šobichová
- Klára Kolomazníková (do r. 2003)

## Alba
- S láskou – 1999
- Pro tebe – 2000
- Spolu – 2001
- Pro tebe / Dvojplatinové album – 2001
- Vzpomínky zůstanou – 2002
- Ať to neskončí – 2003
- Pohádkový příběh – 2004
- Zkus zapomenout – 2009
- Senzační: Best of 20 - 2019

## Galerie

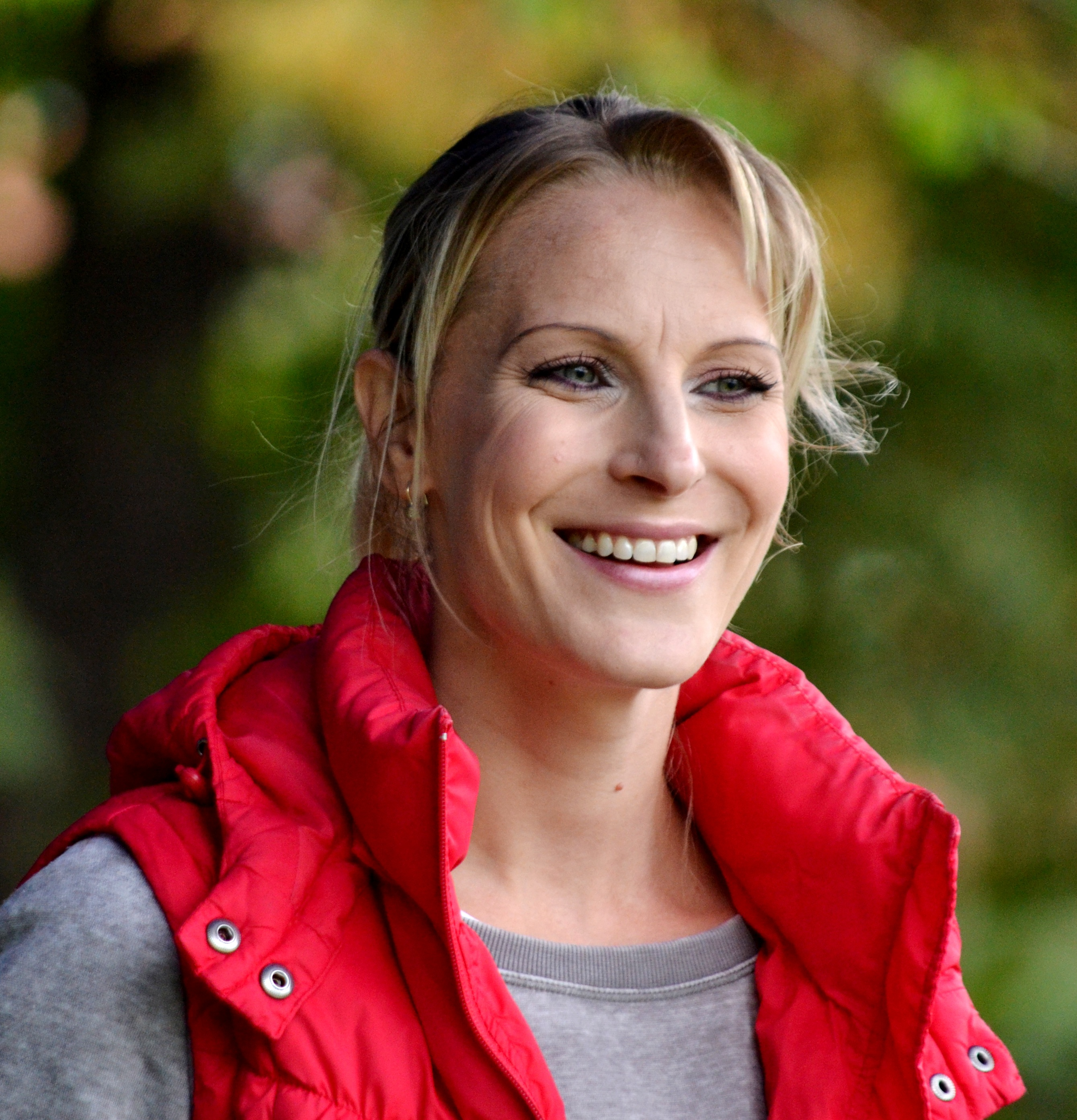
Kateřina Brzobohatá (2014)
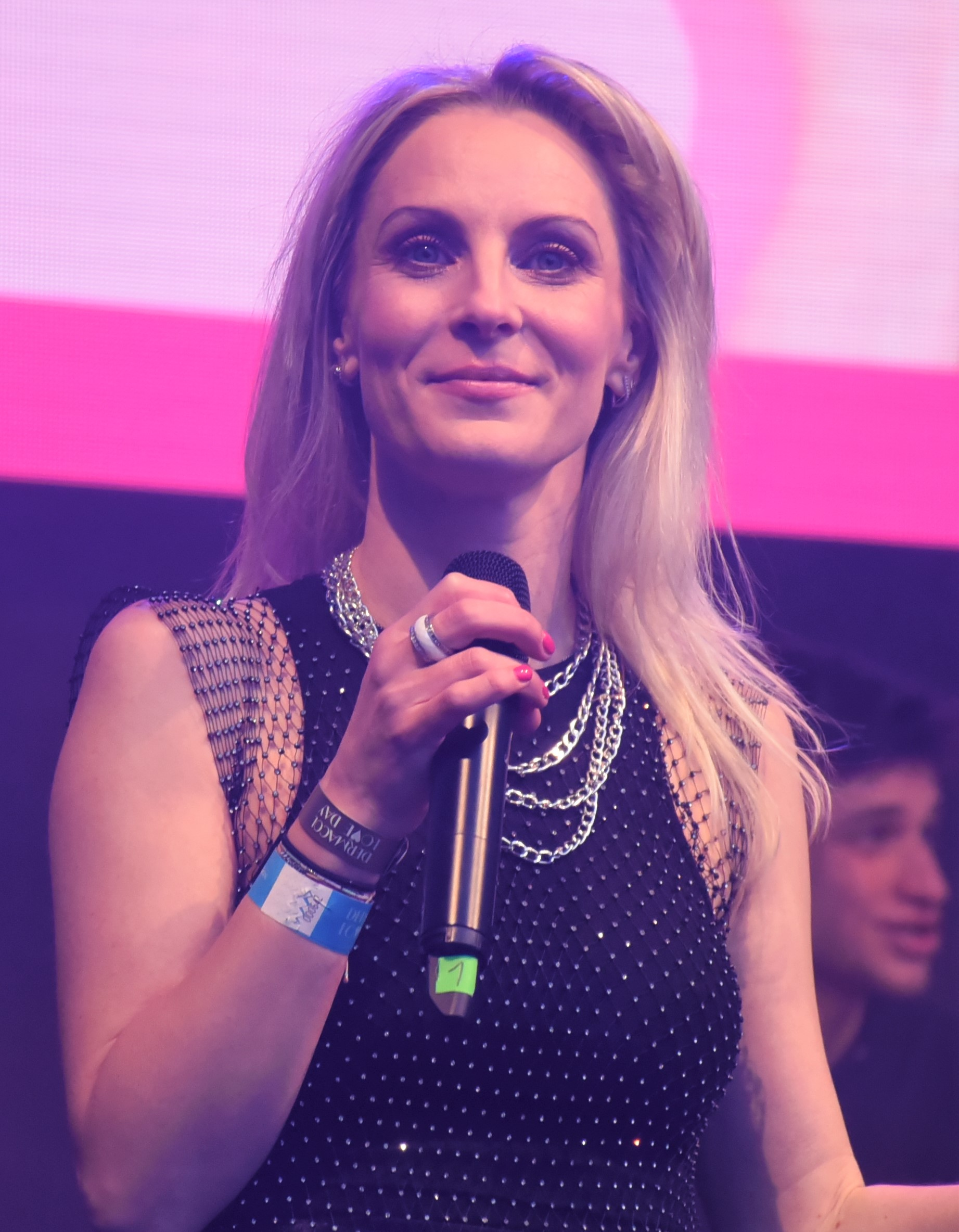
Kateřina Brzobohatá (2023)
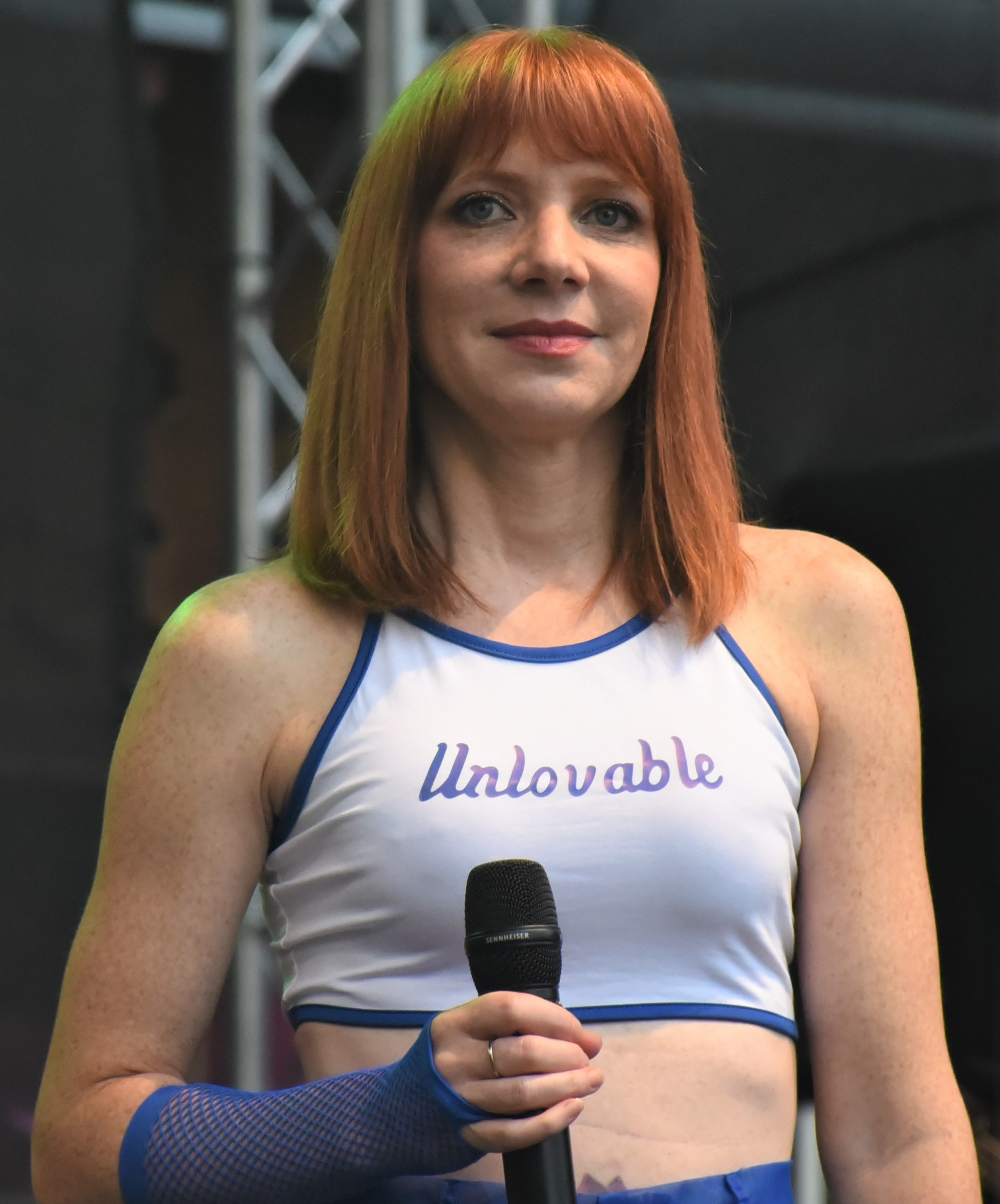
Radana Labajová (2023)
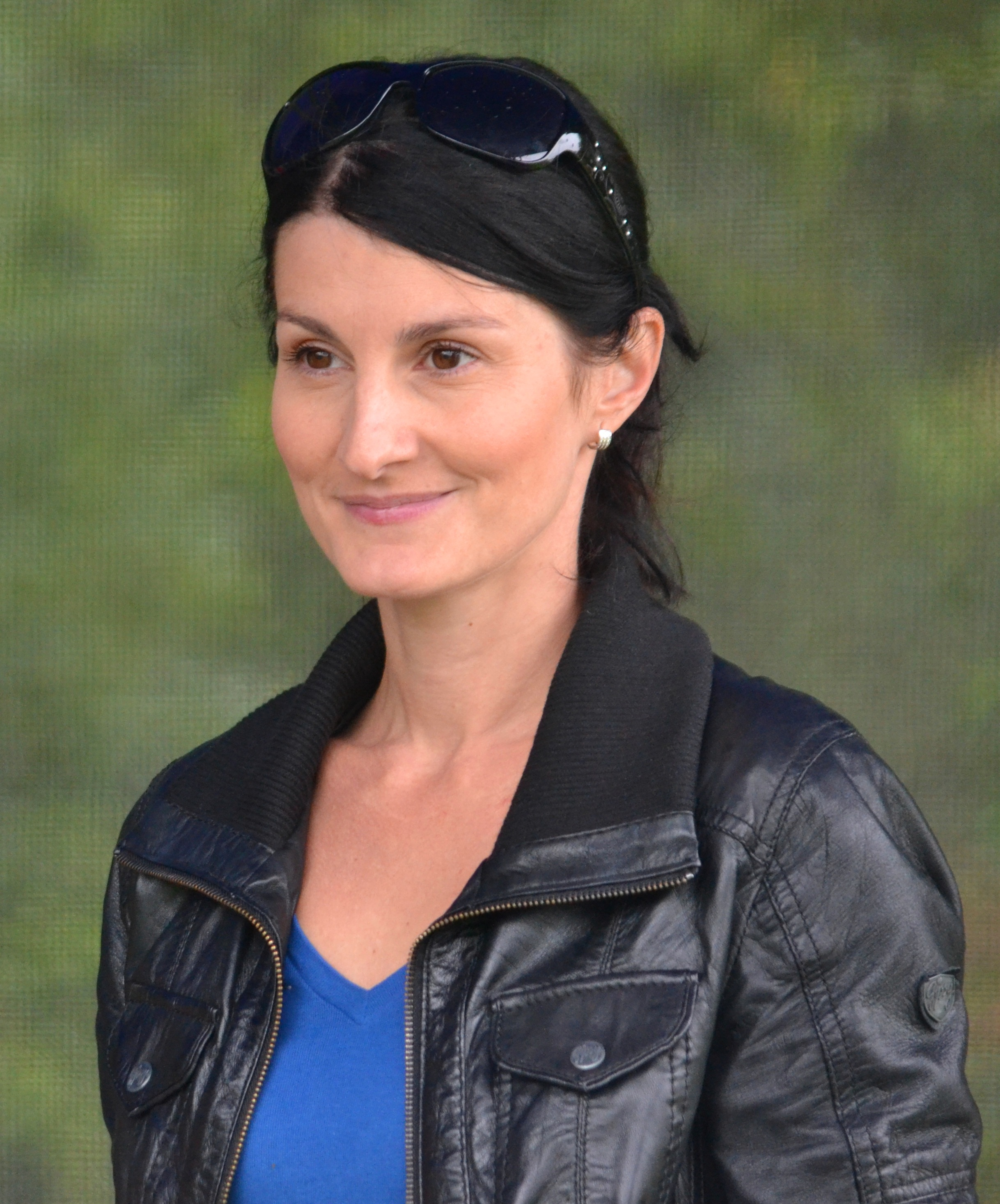
Nikola Šobichová (2014)